# Máté Tóth
Máté Tóth (sinh 20 Jun 1998 ở Szombathely) là một cầu thủ bóng đá Hungary hiện tại thi đấu cho Szombathelyi Haladás.